# Gradunguloonops urucu
Espèce
Gradunguloonops urucu est une espèce d'araignées aranéomorphes de la famille des Oonopidae.

## Distribution
Cette espèce est endémique de l'État d'Amazonas au Brésil,. Elle se rencontre à Coari.

## Description
Le mâle holotype mesure 1,56 mm et la femelle paratype 1,90 mm.

## Étymologie
Son nom d'espèce lui a été donné en référence au lieu de sa découverte, Urucu.

## Publication originale
- Grismado, Izquierdo, González & Ramírez, 2015 : The Amazonian goblin spiders of the new genus Gradunguloonops (Araneae: Oonopidae). Zootaxa, no 3939(1), p. 1-67.